# Sidney J. Furie
Sidney J. Furie (Toronto, 28 febbraio 1933) è un regista, sceneggiatore e produttore cinematografico canadese.

## Filmografia parziale
- La bara del Dottor Sangue (Doctor Blood's Coffin) (1960)
- Nato con la camicia (Three on a Spree) (1961)
- La figlia del serpente (The Snake Woman) (1961)
- The Young Ones (1961)
- The Leather Boys (1964)
- Ipcress (The Ipcress File) (1965)
- A sud-ovest di Sonora (The Appaloosa) (1966)
- Colpo su colpo (The Naked Runner) (1967)
- Al di là di ogni ragionevole dubbio (The Lawyer) (1970)
- Lo spavaldo (Little Fauss and Big Halsy) (1970)
- La signora del blues (Lady Sings the Blues) (1972)
- I ragazzi della Compagnia C (The Boys in Company C) (1978)
- Entity (The Entity) (1981)
- L'aquila d'acciaio (Iron Eagle) (1986)
- Superman IV (Superman IV: The Quest for Peace) (1987)
- Aquile d'attacco (Iron Eagle II) (1988)
- Rapina del secolo a Beverly Hills (The Taking of Beverly Hills) (1991)
- Ragazze nel pallone (Ladybugs) (1992)
- Impatto devastante (Hollow Point) (1996)
- Top of the World (1997)
- Confronto finale  (The Rage) (1997)
- L'ultimo anello della follia (Cord) (2000)
- Global Heresy (2002)
- Detention (2003)
- Direct Action (2004)